# 각황사
각황사(覺皇寺)는 일제강점기에 서울 종로구 수송동에 있던 불교 사찰이다.
조선 시대의 억불 정책으로 오랫동안 탄압을 받았던 불교는 대한제국에 대한 일본의 영향력이 커지면서 차츰 힘을 얻게 되었다. 1902년에 4대문 중 동대문 바깥에 원흥사를 설립하고 1908년에는 원종 종무원이 설치되었다. 
당시 불교계의 숙원 사업은 4대문 안에 사찰을 창건하는 것이었다. 조선 인조 때 내려진 도성 출입 금지 조치로 300년 가까이 4대문 안에 승려가 드나들 수 없었으나, 일본의 영향력 증대와 함께 승려의 출입이 허가되었기 때문이다. 이를 위해 전국의 승려들을 대상으로 모금 운동이 벌어졌고, 한용운, 이회광 등의 노력으로 1910년 5월에 각황사가 세워져 원종 종무원이 각황사로 이전했다. 
승려의 출입조차 금지되었던 서울 도심 한가운데 사찰이 세워진 점, 불교 종단이 건립 주체가 되었다는 점에서 의미가 있었다. 각황사는 일제 강점기 동안 한국 불교를 대표하는 사찰이자 대중 포교의 구심점으로서 중요한 역할을 했다. 이러한 역할은 1938년에 총본산 태고사(현 조계사)를 옮겨 지을 때까지 계속되었다.

## 같이 보기
- 원종
- 조계사

## 참고자료
- “조계사(曹溪寺) - 창건과 중창”. 달마넷. 2005년 4월 11일에 원본 문서에서 보존된 문서. 2008년 4월 25일에 확인함.